# Geo-Disaster – Du kannst nicht entfliehen!
Geo-Disaster – Du kannst nicht entfliehen! (Originaltitel: Geo-Disaster) ist ein US-amerikanischer Katastrophenfilm von Regisseur Thunder Levin  aus dem Jahr 2017.

## Handlung
Bei der Auswertung von Daten eines Radioteleskops entdecken Wissenschaftler, dass sich eine Wolke aus Dunkler Materie auf Kollisionskurs mit der Erde befindet, deren Einschlag nicht mehr verhindert werden kann. Zur gleichen Zeit begibt sich Matt Mason mit seinem Sohn Rick auf einen Campingausflug. Seine Töchter Kaley und Cassie bleiben mit Matts neuer Frau Johanna in Los Angeles zurück. Als die Dunkle Materie die Erde durchschlägt, löst dieses Ereignis weltweit verheerende Erdbeben aus. Das Zelt von Matt und Rick stürzt in einen Abgrund, die beiden können sich in letzter Sekunde retten. Währenddessen versuchen Johanna und ihre Stieftöchter, sich aus ihrem vom Einsturz bedrohten Wohnhaus zu befreien, was ihnen schließlich auch gelingt.
Die Erde wird unterdessen von immer verheerendereren Katastrophen heimgesucht. Matt und Rick versuchen, während sie vor einem Vulkanausbruch fliehen, in die Stadt zurückzukommen, um Johanna und die Mädchen zu retten. Es gelingt ihnen, Funkkontakt herzustellen. Als Matt und Rick auf andere Überlebende treffen, werden sie von ihnen zunächst bedroht; nach deren Rettung vor dem Lavastrom freunden sie sich jedoch mit der Gruppe, die sich als Prepper identifizieren, an und werden aufgefordert, mit in deren Bunker zu kommen. Matt beschließt jedoch, nicht ohne Johanna, Kaley und Cassie zu gehen. Den Frauen gelingt es zu fliehen, kurz bevor ein durch das Erdbeben ausgelöster riesiger Tsunami die Stadt zerstört, und die gesamte Familie kann sich in den Bunker der Prepper retten, unmittelbar bevor auch noch ein gewaltiger Tornado das Gebiet heimsucht.

## Hintergrund
Das Produktionsstudio The Asylum produzierte Geo-Disaster – Du kannst nicht entfliehen! als sogenannten Mockbuster zu Dean Devlins Kinofilm Geostorm. Die Erstausstrahlung von Geo-Disaster erfolgte in den Vereinigten Staaten am 3. Oktober 2017, und damit etwa zweieinhalb Wochen vor dem Kinostart von Geostorm. Im deutschsprachigen Raum wurde der Film ab dem 13. Oktober 2017 auf DVD vertrieben.

## Rezeption
Geo-Disaster – Du kannst nicht entfliehen! erhielt überwiegend negative Kritiken. Die Redaktion von Cinema bezeichnet den Film als „Blödsinn […], in dem ein No-Name-Ensemble vor übel getricksten Erdbeben, Tornados und Vulkanen davonläuft“ und zieht das Fazit: „Och, Leute, ehrlich, wer guckt so ’nen Kram?“. Mit der Aussage „120 Millionen hat The Asylum dafür sicher nicht verplempert“ spielt Cinema auf den finanziellen Misserfolg der Filmvorlage Geostorm an.